# Chvojnica (Prievidza)
Chvojnica (in ungherese Nyitrafenyves, in tedesco Fundstollen) è un comune della Slovacchia facente parte del distretto di Prievidza, nella regione di Trenčín.
Fu menzionato per la prima volta in un documento storico nel 1614.